# Kimberley Kates
Pour les articles homonymes, voir Kimberley et Kates.
Kimberley Kates (parfois créditée sous le nom de Kimberley LaBelle)  est une actrice et productrice américaine née en 1969. 

## Biographie
Elle grandit dans le Montana. Son père a été tué dans un accident provoqué par un conducteur ivre, alors qu'elle était encore enfant. Après sa scolarité, elle remporte plusieurs concours de beauté, et s'installe en Californie. Par ascendance avec sa grand-mère paternelle, elle descend d'une famille britannique noble. Elle est également apparentée au général Robert Lee et à l'acteur Lee Marvin. 
Après avoir étudié le théâtre à la Beverly Hills Playhouse, Kimberley Kates a enchaîné les rôles au cinéma et à la télévision.
Elle a ensuite orienté sa carrière vers la production de films. Elle est ainsi la PDG de la société Big Screen Entertainment Group.

## Filmographie

### Actrice

#### Cinéma
- 1988 : Dangerous Love : Susan (as Kimberley LaBelle)
- 1988 : Portrait of a White Marriage : Young Beauty Queen (non crédité)
- 1989 : Bill & Ted's Excellent Adventure : Princess Elizabeth (as Kimberley LaBelle)
- 1992 : L'Équipée infernale : Cindy
- 1993 : Chained Heat : enchaînées : Alex Morrison
- 1994 : La Marque du serpent (Bad Blood) : Lindee
- 1994 : The New Age : Other Catherine
- 1994 : The Pornographer : Bettina
- 1996 : Which Way to Oz : The Girlfriend
- 1998 : Charades : Laura
- 1998 : La Dernière Preuve : Bridget Paul
- 1998 : Péril atomique : Susan Zorkin
- 1998 : Armstrong
- 1999 : Traitor's Heart : Maggie Brody
- 2000 : Un amour infini : Woman at Bar (non crédité)
- 2002 : Highway : Jilly Miranda
- 2006 : Forget About It : Michelle Winchester
- 2013 : Mosquito-Man : Jackie Crawley
- 2016 : A Mosquito-Man
- Projet  : Hidden Affairs

#### Télévision
Séries télévisées
- 1987 : 1st & Ten: The Championship : Porno Star
- 1987 : Quoi de neuf, docteur? : Sheena 'Woo Woo' Berkowitz
- 1989 : Alien Nation : Dallas Ft Worth
- 1989 : Freddy, le cauchemar de vos nuits : Christina
- 1990 : Seinfeld : Diane
- 1991 : Les Années coup de cœur : Carol
- 1992 : Bill & Ted's Excellent Adventures
- 1992 : The Larry Sanders Show : Sally
- 1994 : Les dessous de Palm Beach : Glee Onager
- 1994 : Seuls au monde : Alana Michaels
- 1994 : The Byrds of Paradise : Elaine
- 1995 : The Watcher (en)
- 1995-1996 : Eek!stravaganza : Voix additionnelles
- 1996 : Arabesque : Kim Swofford
- 1996 : Kindred: le clan des maudits : Elaine Robb
- 1996 : Public Morals : Moira Fogarty
- 1996 : The Burning Zone : Rebecca
- 1996 : The Sentinel : Laura McCarthy
- 1998 : Maggie : Patty
- 1999 : Charmed : Tanjella

Téléfilms
- 1990 : Sporting Chance : Betsy Hilderbrand
- 1999 : Blue Valley Songbird : Thelma Russell

### Réalisatrice

#### Cinéma
- Projet  : Flathead Lake

### Productrice

#### Cinéma
- 2005 : Dirty Love
- 2006 : Forget About It
- 2007 : Nina & the Mystery of the Secret Room
- 2008 : Babysitter Wanted
- 2008 : Target Practice
- 2009 : Sodium Babies
- 2013 : Mosquito-Man
- 2016 : A Mosquito-Man
- 2018 : The Bombing
- Projet  : Code Z
- Projet  : Flathead Lake
- Projet  : Girl Zero
- Projet  : Hidden Affairs
- Projet  : Krushers
- Projet  : Untitled Snow White Project

### Scénariste

#### Cinéma
- Projet  : Flathead Lake
- Projet  : Krushers
- Projet  : Untitled Snow White Project